# Matt Turner
Matthew Charles Turner (Park Ridge, 24 giugno 1994) è un calciatore statunitense, portiere del N.E. Revolution, in prestito dall'Olympique Lione, e della nazionale statunitense.

## Biografia
Nato a Park Ridge, negli Stati Uniti, è ebreo ed ha origini lituane.
La sua bisnonna paterna, ebrea, dovette fuggire dalla Lituania durante la seconda guerra mondiale a causa delle persecuzioni religiose. Durante l'immigrazione i suoi familiari hanno anglicizzato il loro cognome da Turnovski a Turner a Ellis Island.
Nel 2020, assieme al padre, ha ottenuto il passaporto lituano.

## Carriera

### Club
Ha esordito in MLS il 4 marzo 2018 con la maglia del N.E. Revolution disputando il match perso 2-0 contro il Philadelphia Union.
Viene poi acquistato per 6 milioni di euro dall'Arsenal dove firma un contratto quadriennale, con decorrenza a partire dal 1º luglio 2022.
Il 9 agosto 2023, dopo una sola stagione con i Gunners, viene ceduto a titolo definitivo al Nottingham Forest, con cui sottoscrive un contratto fino al 30 giugno 2027.
Il 30 agosto 2024 viene ceduto in prestito al Crystal Palace.
Il 1° agosto 2025 viene ceduto a titolo definitivo all'Olympique Lione, che lo gira subito in prestito al N.E Revolution, tornando così in MLS.

### Nazionale
Il 31 gennaio 2021 esordisce in nazionale maggiore nell'amichevole vinta 7-0 contro Trinidad e Tobago; nell'occasione ha pure parato un rigore ad Alvin Jones. Pochi mesi viene convocato per la CONCACAF Gold Cup, e da lì in poi s'impone come titolare della selezione a stelle e strisce. A fine torneo si laurea campione, venendo premiato come MVP della finale e come miglior portiere della competizione.

## Statistiche

### Presenze e reti nei club
Statistiche aggiornate al 1° agosto 2025.
| Stagione                | Squadra                 | Campionato              | Campionato | Campionato | Coppe nazionali | Coppe nazionali | Coppe nazionali | Coppe continentali | Coppe continentali | Coppe continentali | Altre coppe | Altre coppe | Altre coppe | Totale | Totale | Totale |
| Stagione                | Squadra                 | Comp                    | Pres       | Reti       | Comp            | Pres            | Reti            | Comp               | Pres               | Reti               | Comp        | Pres        | Reti        | Pres   | Reti   |        |
| ----------------------- | ----------------------- | ----------------------- | ---------- | ---------- | --------------- | --------------- | --------------- | ------------------ | ------------------ | ------------------ | ----------- | ----------- | ----------- | ------ | ------ | ------ |
| 2016                    | Richmond Kickers        | USL                     | 7          | -3         | -               | -               | -               | -                  | -                  | -                  | -           | -           | -           | 7      | -3     |        |
| 2017                    | Richmond Kickers        | USL                     | 20         | -24        | -               | -               | -               | -                  | -                  | -                  | -           | -           | -           | 20     | -24    |        |
| Totale Richmond Kickers | Totale Richmond Kickers | Totale Richmond Kickers | 27         | -27        |                 | -               | -               |                    | -                  | -                  |             | -           | -           | 27     | -27    |        |
| 2018                    | N.E. Revolution         | MLS                     | 27         | -42        | USOC            | -               | -               | -                  | -                  | -                  | -           | -           | -           | 27     | -42    |        |
| 2019                    | N.E. Revolution         | MLS                     | 20+1       | -27 + -1   | USOC            | 2               | -4              | -                  | -                  | -                  | -           | -           | -           | 23     | -32    |        |
| 2020                    | N.E. Revolution         | MLS                     | 19+4       | -23 + -3   | -               | -               | -               | -                  | -                  | -                  | MiB         | 4           | -2          | 27     | -28    |        |
| 2021                    | N.E. Revolution         | MLS                     | 28+1       | -35 + -2   | -               | -               | -               | -                  | -                  | -                  | -           | -           | -           | 29     | -37    |        |
| gen.-giu. 2022          | N.E. Revolution         | MLS                     | 5          | -7         | -               | -               | -               | -                  | -                  | -                  | -           | -           | -           | 5      | -7     |        |
| 2022-2023               | Arsenal                 | PL                      | 0          | 0          | FACup+CdL       | 2+0             | -1 + 0          | UEL                | 5                  | -3                 | -           | -           | -           | 7      | -4     |        |
| 2023-2024               | Nottingham Forest       | PL                      | 17         | -28        | FACup+CdL       | 3+1             | -2 + -1         | -                  | -                  | -                  | -           | -           | -           | 21     | -31    |        |
| 2024-2025               | Crystal Palace          | PL                      | 0          | 0          | FACup+CdL       | 2+1             | 0 + -1          | -                  | -                  | -                  | -           | -           | -           | 3      | -1     |        |
| 2025                    | N.E. Revolution         | MLS                     | -          | -          | USOC            | -               | -               | -                  | -                  | -                  | -           | -           | -           | -      | -      |        |
| Totale N.E. Revolution  | Totale N.E. Revolution  | Totale N.E. Revolution  | 99+6       | -134 + -6  |                 | 2               | -4              |                    | -                  | -                  |             | 4           | -2          | 111    | -146   |        |
| Totale carriera         | Totale carriera         | Totale carriera         | 143+6      | -189 + -6  |                 | 9               | -9              |                    | 5                  | -3                 |             | 4           | -2          | 167    | -209   |        |

### Cronologia presenze e reti in nazionale
| Cronologia completa delle presenze e delle reti in nazionale ― Stati Uniti | Cronologia completa delle presenze e delle reti in nazionale ― Stati Uniti | Cronologia completa delle presenze e delle reti in nazionale ― Stati Uniti | Cronologia completa delle presenze e delle reti in nazionale ― Stati Uniti | Cronologia completa delle presenze e delle reti in nazionale ― Stati Uniti | Cronologia completa delle presenze e delle reti in nazionale ― Stati Uniti | Cronologia completa delle presenze e delle reti in nazionale ― Stati Uniti | Cronologia completa delle presenze e delle reti in nazionale ― Stati Uniti |
| Data                                                                       | Città                                                                      | In casa                                                                    | Risultato                                                                  | Ospiti                                                                     | Competizione                                                               | Reti                                                                       | Note                                                                       |
| -------------------------------------------------------------------------- | -------------------------------------------------------------------------- | -------------------------------------------------------------------------- | -------------------------------------------------------------------------- | -------------------------------------------------------------------------- | -------------------------------------------------------------------------- | -------------------------------------------------------------------------- | -------------------------------------------------------------------------- |
| 1-2-2021                                                                   | Orlando                                                                    | Stati Uniti                                                                | 7 – 0                                                                      | Trinidad e Tobago                                                          | Amichevole                                                                 | -                                                                          |                                                                            |
| 11-7-2021                                                                  | Kansas City                                                                | Stati Uniti                                                                | 1 – 0                                                                      | Haiti                                                                      | Gold Cup 2021 - 1º turno                                                   | -                                                                          |                                                                            |
| 14-7-2021                                                                  | Kansas City                                                                | Martinica                                                                  | 1 – 6                                                                      | Stati Uniti                                                                | Gold Cup 2021 - 1º turno                                                   | -1                                                                         |                                                                            |
| 18-7-2021                                                                  | Kansas City                                                                | Stati Uniti                                                                | 1 – 0                                                                      | Canada                                                                     | Gold Cup 2021 - 1º turno                                                   | -                                                                          |                                                                            |
| 25-7-2021                                                                  | Arlington                                                                  | Stati Uniti                                                                | 1 – 0                                                                      | Giamaica                                                                   | Gold Cup 2021 - Quarti di finale                                           | -                                                                          |                                                                            |
| 29-7-2021                                                                  | Austin                                                                     | Qatar                                                                      | 0 – 1                                                                      | Stati Uniti                                                                | Gold Cup 2021 - Semifinale                                                 | -                                                                          |                                                                            |
| 1-8-2021                                                                   | Paradise                                                                   | Stati Uniti                                                                | 1 – 0 dts                                                                  | Messico                                                                    | Gold Cup 2021 - Finale                                                     | -                                                                          |                                                                            |
| 2-9-2021                                                                   | San Salvador                                                               | El Salvador                                                                | 0 – 0                                                                      | Stati Uniti                                                                | Qual. Mondiali 2022                                                        | -                                                                          |                                                                            |
| 5-9-2021                                                                   | Nashville                                                                  | Stati Uniti                                                                | 1 – 1                                                                      | Canada                                                                     | Qual. Mondiali 2022                                                        | -1                                                                         |                                                                            |
| 8-9-2021                                                                   | San Pedro Sula                                                             | Honduras                                                                   | 1 – 4                                                                      | Stati Uniti                                                                | Qual. Mondiali 2022                                                        | -1                                                                         |                                                                            |
| 7-10-2021                                                                  | Austin                                                                     | Stati Uniti                                                                | 2 – 0                                                                      | Giamaica                                                                   | Qual. Mondiali 2022                                                        | -                                                                          |                                                                            |
| 10-10-2021                                                                 | Panama                                                                     | Panama                                                                     | 1 – 0                                                                      | Stati Uniti                                                                | Qual. Mondiali 2022                                                        | -1                                                                         |                                                                            |
| 18-12-2021                                                                 | Los Angeles                                                                | Stati Uniti                                                                | 1 – 0                                                                      | Bosnia ed Erzegovina                                                       | Amichevole                                                                 | -                                                                          |                                                                            |
| 27-1-2022                                                                  | Columbus                                                                   | Stati Uniti                                                                | 1 – 0                                                                      | El Salvador                                                                | Qual. Mondiali 2022                                                        | -                                                                          |                                                                            |
| 30-1-2022                                                                  | Hamilton                                                                   | Canada                                                                     | 2 – 0                                                                      | Stati Uniti                                                                | Qual. Mondiali 2022                                                        | -2                                                                         |                                                                            |
| 2-2-2022                                                                   | Saint Paul                                                                 | Stati Uniti                                                                | 3 – 0                                                                      | Honduras                                                                   | Qual. Mondiali 2022                                                        | -                                                                          |                                                                            |
| 2-6-2022                                                                   | Cincinnati                                                                 | Stati Uniti                                                                | 3 – 0                                                                      | Marocco                                                                    | Amichevole                                                                 | -                                                                          |                                                                            |
| 11-6-2022                                                                  | Austin                                                                     | Stati Uniti                                                                | 5 – 0                                                                      | Grenada                                                                    | CONCACAF Nations League 2022-2023 - 1º turno                               | -                                                                          |                                                                            |
| 23-9-2022                                                                  | Düsseldorf                                                                 | Giappone                                                                   | 2 – 0                                                                      | Stati Uniti                                                                | Amichevole                                                                 | -2                                                                         |                                                                            |
| 27-9-2022                                                                  | Murcia                                                                     | Arabia Saudita                                                             | 0 – 0                                                                      | Stati Uniti                                                                | Amichevole                                                                 | -                                                                          |                                                                            |
| 21-11-2022                                                                 | Al Rayyan                                                                  | Stati Uniti                                                                | 1 – 1                                                                      | Galles                                                                     | Mondiali 2022 - 1º turno                                                   | -1                                                                         |                                                                            |
| 25-11-2022                                                                 | Al Khawr                                                                   | Inghilterra                                                                | 0 – 0                                                                      | Stati Uniti                                                                | Mondiali 2022 - 1º turno                                                   | -                                                                          |                                                                            |
| 29-11-2022                                                                 | Doha                                                                       | Iran                                                                       | 0 – 1                                                                      | Stati Uniti                                                                | Mondiali 2022 - 1º turno                                                   | -                                                                          |                                                                            |
| 3-12-2022                                                                  | Al Rayyan                                                                  | Paesi Bassi                                                                | 3 – 1                                                                      | Stati Uniti                                                                | Mondiali 2022 - Ottavi di finale                                           | -3                                                                         |                                                                            |
| 24-3-2023                                                                  | Saint George's                                                             | Grenada                                                                    | 1 – 7                                                                      | Stati Uniti                                                                | CONCACAF Nations League 2022-2023 - 1º turno                               | -1                                                                         |                                                                            |
| 27-3-2023                                                                  | Orlando                                                                    | Stati Uniti                                                                | 1 – 0                                                                      | El Salvador                                                                | CONCACAF Nations League 2022-2023 - 1º turno                               | -                                                                          |                                                                            |
| 15-6-2023                                                                  | Paradise                                                                   | Stati Uniti                                                                | 3 – 0                                                                      | Messico                                                                    | CONCACAF Nations League 2022-2023 - Semifinale                             | -                                                                          |                                                                            |
| 18-6-2023                                                                  | Paradise                                                                   | Canada                                                                     | 0 – 2                                                                      | Stati Uniti                                                                | CONCACAF Nations League 2022-2023 - Finale                                 | -                                                                          | 81’                                                                        |
| 24-6-2023                                                                  | Chicago                                                                    | Stati Uniti                                                                | 1 – 1                                                                      | Giamaica                                                                   | Gold Cup 2023 - 1º turno                                                   | -1                                                                         | cap.                                                                       |
| 2-7-2023                                                                   | Charlotte                                                                  | Stati Uniti                                                                | 6 – 0                                                                      | Trinidad e Tobago                                                          | Gold Cup 2023 - 1º turno                                                   | -                                                                          | cap.                                                                       |
| 9-7-2023                                                                   | Cincinnati                                                                 | Stati Uniti                                                                | 2 – 2 dts (3 – 2 dtr)                                                      | Canada                                                                     | Gold Cup 2023 - Quarti di finale                                           | -2                                                                         | cap.                                                                       |
| 12-7-2023                                                                  | San Diego                                                                  | Stati Uniti                                                                | 1 – 1 dts (4 – 5 dtr)                                                      | Panama                                                                     | Gold Cup 2023 - Semifinale                                                 | -1                                                                         | cap.                                                                       |
| 9-9-2023                                                                   | Saint Louis                                                                | Stati Uniti                                                                | 3 – 0                                                                      | Uzbekistan                                                                 | Amichevole                                                                 | -                                                                          |                                                                            |
| 14-10-2023                                                                 | East Hartford                                                              | Stati Uniti                                                                | 1 – 3                                                                      | Germania                                                                   | Amichevole                                                                 | -3                                                                         |                                                                            |
| 17-10-2023                                                                 | Nashville                                                                  | Stati Uniti                                                                | 4 – 0                                                                      | Ghana                                                                      | Amichevole                                                                 | -                                                                          |                                                                            |
| 16-11-2023                                                                 | Austin                                                                     | Stati Uniti                                                                | 3 – 0                                                                      | Trinidad e Tobago                                                          | CONCACAF Nations League 2023-2024 - Quarti di finale                       | -                                                                          |                                                                            |
| 21-11-2023                                                                 | Port of Spain                                                              | Trinidad e Tobago                                                          | 2 – 1                                                                      | Stati Uniti                                                                | CONCACAF Nations League 2023-2024 - Quarti di finale                       | -2                                                                         |                                                                            |
| 21-3-2024                                                                  | Arlington                                                                  | Stati Uniti                                                                | 3 – 1 dts                                                                  | Giamaica                                                                   | CONCACAF Nations League 2023-2024 - Semifinale                             | -1                                                                         |                                                                            |
| 24-3-2024                                                                  | Arlington                                                                  | Messico                                                                    | 0 – 2                                                                      | Stati Uniti                                                                | CONCACAF Nations League 2023-2024 - Finale                                 | -                                                                          |                                                                            |
| 8-6-2024                                                                   | Landover                                                                   | Stati Uniti                                                                | 1 – 5                                                                      | Colombia                                                                   | Amichevole                                                                 | -5                                                                         | 69’                                                                        |
| 12-6-2024                                                                  | Orlando                                                                    | Stati Uniti                                                                | 1 – 1                                                                      | Brasile                                                                    | Amichevole                                                                 | -1                                                                         |                                                                            |
| 23-6-2024                                                                  | Arlington                                                                  | Stati Uniti                                                                | 2 – 0                                                                      | Bolivia                                                                    | Coppa America 2024 - 1º turno                                              | -                                                                          |                                                                            |
| 27-6-2024                                                                  | Atlanta                                                                    | Panama                                                                     | 2 – 1                                                                      | Stati Uniti                                                                | Coppa America 2024 - 1º turno                                              | -1                                                                         | 46’                                                                        |
| 1-7-2024                                                                   | Kansas City                                                                | Stati Uniti                                                                | 0 – 1                                                                      | Uruguay                                                                    | Coppa America 2024 - 1º turno                                              | -1                                                                         |                                                                            |
| 10-9-2024                                                                  | Cincinnati                                                                 | Stati Uniti                                                                | 1 – 1                                                                      | Nuova Zelanda                                                              | Amichevole                                                                 | -1                                                                         |                                                                            |
| 12-10-2024                                                                 | Austin                                                                     | Stati Uniti                                                                | 2 – 0                                                                      | Panama                                                                     | Amichevole                                                                 | -                                                                          |                                                                            |
| 15-10-2024                                                                 | Guadalajara                                                                | Messico                                                                    | 2 – 0                                                                      | Stati Uniti                                                                | Amichevole                                                                 | -2                                                                         |                                                                            |
| 14-11-2024                                                                 | Kingston                                                                   | Giamaica                                                                   | 0 – 1                                                                      | Stati Uniti                                                                | CONCACAF Nations League 2024-2025 - Quarti di finale                       | -                                                                          |                                                                            |
| 18-11-2024                                                                 | Saint Louis                                                                | Stati Uniti                                                                | 4 – 2                                                                      | Giamaica                                                                   | CONCACAF Nations League 2024-2025 - Quarti di finale                       | -2                                                                         |                                                                            |
| 20-3-2025                                                                  | Inglewood                                                                  | Stati Uniti                                                                | 0 – 1                                                                      | Panama                                                                     | CONCACAF Nations League 2024-2025 - Semifinale                             | -1                                                                         |                                                                            |
| 23-3-2025                                                                  | Inglewood                                                                  | Canada                                                                     | 2 – 1                                                                      | Stati Uniti                                                                | CONCACAF Nations League 2024-2025 - Finale 3º posto                        | -2                                                                         |                                                                            |
| 10-6-2025                                                                  | Nashville                                                                  | Stati Uniti                                                                | 0 – 4                                                                      | Svizzera                                                                   | Amichevole                                                                 | -4                                                                         | cap.                                                                       |
| Totale                                                                     |                                                                            | Presenze                                                                   | 52                                                                         |                                                                            | Reti                                                                       | -43                                                                        |                                                                            |

## Palmarès

### Club
- MLS Supporters' Shield: 1

New England Revolution: 2021
- Community Shield: 1

Arsenal: 2023
- Coppa d'Inghilterra: 1

Crystal Palace: 2024-2025

### Nazionale
- Gold Cup: 1

Stati Uniti 2021
- CONCACAF Nations League: 2

2022-2023, 2023-2024

### Individuale
- MLS Best XI: 1

2021
- Miglior portiere della CONCACAF Nations League: 1

2022-2023